# Jan Doroszewski
Jan Witold Doroszewski (ur. 8 listopada 1931 w Warszawie, zm. 24 października 2019) – polski lekarz i biofizyk, nauczyciel akademicki, profesor nauk medycznych, specjalista w zakresie radiologii, praksetolog.

## Życiorys
Syn językoznawcy Witolda Doroszewskiego i pedagog Janiny Doroszewskiej; ojciec Joanny Jurewicz.
W 1949 roku ukończył Państwowe Gimnazjum i Liceum im. Stefana Batorego w Warszawie. Absolwent Akademii Medycznej w Warszawie. Od 1954 do 1967 r. pracował w Katedrze Radiologii Lekarskiej tejże uczelni, uzyskując w 1958 r. stopień specjalisty w dziedzinie radiologii. W latach 1958–1959 przebywał na stypendium rządu francuskiego, pracując w Instytucie Gustave-Roussy w Villejuif pod Paryżem i studiując radioterapię na Uniwersytecie Paryskim. Stopień doktora nauk medycznych uzyskał w 1965 r. w Akademii Medycznej w Warszawie na podstawie rozprawy pt. Badania nad tymocytami znakowanymi chromem promieniotwórczym Cr51; jego promotorem był prof. Witold Zawadowski. W 1970 r. na tej samej uczelni uzyskał stopień doktora habilitowanego na podstawie pracy pt. Teoria sprawdzania hipotez diagnostycznych. W 1980 r. otrzymał tytuł profesora.
Zawodowo związany z Centrum Medycznym Kształcenia Podyplomowego, w tym dyrektor tej jednostki przez 3 kadencje (1981–1984 oraz 1993–1999) oraz kierownik Zakładu Biofizyki i Biomatematyki w tymże Centrum (1971–2002).
W jego dorobku naukowym znajdują się prace dotyczące m.in. metod znakowania komórek związkami promieniotwórczymi, adhezji i lokomocji komórek prawidłowych i białaczkowych, zastosowania metod informatyki w diagnostyce medycznej oraz logicznych problemów medycyny.
W ramach działalności naukowej zajmował się m.in. wpływem napromieniania radioizotopami na funkcje narządów (zwłaszcza tarczycy), opracowywał metody znakowania izotopowego komórek oraz modele matematyczne ich kinetyki w organizmie. 

## Członkostwa w instytucjach naukowych
Członek Towarzystwa Naukowego Warszawskiego, Polskiej Akademii Umiejętności i Rady Języka Polskiego.

## Odznaczenia
Otrzymał następujące odznaczenia i medale:
- Krzyż Kawalerski Orderu Odrodzenia Polski
- Złoty Krzyż Zasługi
- Medal Komisji Edukacji Narodowej
- Odznaka honorowa „Za wzorową pracę w służbie zdrowia”
- medal „Honoris Cause Educationis” nadany przez Radę Naukową CMKP

## Życie prywatne
Żonaty ponad 50 lat z historyczką, miał dwie córki – jedna została profesorem filozofii indyjskiej, druga rozwija kształcenie w zakresie kompetencji komunikacyjnych na Warszawskim Uniwersytecie Medycznym, kontynuując idee swego ojca.